# Leo Halkes
Leonardus (Leo) Halkes (Delft, 5 januari 1937 – Haugesund, 14 juni 1979) was een Nederlands voetballer en voetbaltrainer. 
Hij was in het betaald voetbal twee seizoenen hoofdtrainer van SVV dat uitkwam in de Eerste divisie. 

## Loopbaan
Halkes begon met voetbal bij DHC in zijn geboortestad Delft. Hij was contractspeler bij N.E.C. maar kwam niet uit voor het eerste elftal. 
Hij voetbalde bij JVC '31 waar hij in 1966 trainer Wim van der Plas, de vader van politica Caroline van der Plas, opvolgde die voorzitter werd van de club. Halkes werd als trainer kampioen met JVC '31 in 1967. 
Door verandering van werkkring verhuisde hij van Cuijk naar Alphen aan den Rijn. In de periode van 1970 tot 1973 was Halkes hoofdtrainer van Quick Boys. Tijdens zijn tijd bij de club werkte hij met een mix van ervaren en jonge spelers en legde hij de nadruk op teamspel en discipline. In een interview uit oktober 1971 gaf Halkes aan dat zijn team vooral goed presteerde tegen sterke tegenstanders, dankzij een snelle omschakeling en bereidheid om elkaar te ondersteunen.
Hij was in het seizoen 1974/75 interim-trainer van LFC. De amateurclub degradeerde naar de Tweede Klasse. Piet van der Kuil werd zijn opvolger.
Halkes behaalde het hoogste trainersdiploma. SVV zocht in 1975 een opvolger voor Bob Maaskant die naar NAC ging. In april 1975 werd Halkes op aanraden van Maaskant en Siem Plooijer gepresenteerd als nieuwe trainer.
Maaskant en Halkes kenden elkaar van de trainersopleiding die ze samen volgden. KNVB-docent Siem Plooijer gaf goede referenties omdat Halkes met hoge cijfers was geslaagd.
Hij kreeg bij SVV een parttime aanstelling voor het seizoen 1975/76. Halkes kende met SVV, waar veel routiniers vertrokken waren, een beroerde start in de Eerste divisie met nul punten in de eerste vijf wedstrijden. SVV eindigde in het seizoen 1975/76 als negentiende en laatste. Dat seizoen speelde ook de discussie of SVV, waar vooral financieel de mogelijkheden beperkt waren, niet terug moest keren naar het amateurvoetbal. In mei 1976 liet het bestuur zeven spelers uit contract lopen, maar verlengde wel het contract van trainer Halkes met een seizoen. In februari 1977 maakte de club bekend dat het contract van Halkes niet verlengd zou worden en in maart werd Pim Visser gepresenteerd als opvolger voor het nieuwe seizoen. Halkes sloot het seizoen 1976/77 met SVV af als zestiende in de Eerste divisie.
In de herfst van 1977 ondersteunde Halkes enkele weken Henk van Brussel de tweede trainer van Go Ahead Eagles. Begin 1978 ging hij in Noorwegen SK Vard Haugesund trainen dat uitkwam op het tweede niveau. In Noorwegen waren toen meerdere Nederlandse trainers actief.
Halkes kreeg in Noorwegen een hersentumor en lag enkele weken in coma. Hij overleed op 14 juni 1979 in Haugesund op 42-jarige leeftijd en werd aldaar gecremeerd.

## Statistieken
| Team           | begin          | Tot            | wedstrijden | wedstrijden | wedstrijden | wedstrijden | wedstrijden | wedstrijden  |
| Team           | begin          | Tot            | G           | W           | D           | L           | Doelp. voor | Doelp. tegen |
| -------------- | -------------- | -------------- | ----------- | ----------- | ----------- | ----------- | ----------- | ------------ |
| SVV            | 1975           | 1977           | 72          | 14          | 17          | 41          |             |              |
| Carrièretotaal | Carrièretotaal | Carrièretotaal | 72          | 14          | 17          | 41          |             |              |